# Coppa del Mondo di salto con gli sci 2023
La Coppa del Mondo di salto con gli sci 2023 è stata la quarantacinquesima edizione della manifestazione organizzata dalla Federazione internazionale sci e snowboard, la dodicesima a prevedere un circuito di gare femminili. Durante la stagione si sono tenuti a Planica i Campionati mondiali di sci nordico 2023, non validi ai fini della Coppa del Mondo il cui calendario ha contemplato dunque un'interruzione tra febbraio e marzo. In seguito all'invasione dell'Ucraina, gli atleti russi e bielorussi sono stati esclusi dalle competizioni.
La stagione maschile è iniziata il 5 novembre 2022 a Wisła, in Polonia, e si è conclusa il 2 aprile 2023 a Planica, in Slovenia. Si sono disputate 32 gare individuali e 5 a squadre, in 20 differenti località: 2 su trampolino normale, 28 su trampolino lungo, 7 su trampolino per il volo. Il norvegese Halvor Egner Granerud ha vinto la Coppa del Mondo generale e il Torneo dei quattro trampolini, mentre l'austriaco Stefan Kraft si è aggiudicato la Coppa del Mondo di volo; il giapponese Ryōyū Kobayashi era il detentore uscente sia della Coppa generale, sia del Torneo.
La stagione femminile è iniziata il 5 novembre 2022 a Wisła, in Polonia, e si è conclusa il 24 marzo 2023 a Lahti, in Finlandia. Si sono disputate 26 gare individuali e 1 a squadre, in 13 differenti località: 12 su trampolino normale, 15 su trampolino lungo. L'austriaca Eva Pinkelnig ha vinto la Coppa del Mondo generale, di cui la connazionale Marita Kramer era detentrice uscente; non sono state assegnate coppe di specialità.
Sono state inserite in calendario due gare a squadre miste.

## Uomini

### Risultati
| Data                              | Località               | Nazione     | Trampolino                 | Spec. | Primo                                                                 | Secondo                                                  | Terzo                                                                                       |
| --------------------------------- | ---------------------- | ----------- | -------------------------- | ----- | --------------------------------------------------------------------- | -------------------------------------------------------- | ------------------------------------------------------------------------------------------- |
| 5 novembre 2022                   | Wisła                  | Polonia     | Malinka HS134              | LH    | Dawid Kubacki                                                         | Halvor Egner Granerud                                    | Stefan Kraft                                                                                |
| 6 novembre 2022                   | Wisła                  | Polonia     | Malinka HS134              | LH    | Dawid Kubacki                                                         | Anže Lanišek                                             | Marius Lindvik                                                                              |
| 26 novembre 2022                  | Kuusamo                | Finlandia   | Rukatunturi HS142          | LH    | Anže Lanišek                                                          | Stefan Kraft                                             | Piotr Żyła                                                                                  |
| 27 novembre 2022                  | Kuusamo                | Finlandia   | Rukatunturi HS142          | LH    | Halvor Egner Granerud Stefan Kraft                                    |                                                          | Naoki Nakamura                                                                              |
| 9 dicembre 2022                   | Titisee-Neustadt       | Germania    | Hochfirst HS142            | LH    | Anže Lanišek                                                          | Dawid Kubacki                                            | Karl Geiger                                                                                 |
| 11 dicembre 2022                  | Titisee-Neustadt       | Germania    | Hochfirst HS142            | LH    | Dawid Kubacki                                                         | Anže Lanišek                                             | Stefan Kraft                                                                                |
| 17 dicembre 2022                  | Engelberg              | Svizzera    | Gross-Titlis-Schanze HS140 | LH    | Anže Lanišek                                                          | Dawid Kubacki                                            | Piotr Żyła                                                                                  |
| 18 dicembre 2022                  | Engelberg              | Svizzera    | Gross-Titlis-Schanze HS140 | LH    | Dawid Kubacki                                                         | Manuel Fettner                                           | Anže Lanišek                                                                                |
| 71º Torneo dei quattro trampolini |                        |             |                            |       |                                                                       |                                                          |                                                                                             |
| 29 dicembre 2022                  | Oberstdorf             | Germania    | Schattenberg HS137         | LH    | Halvor Egner Granerud                                                 | Piotr Żyła                                               | Dawid Kubacki                                                                               |
| 1º gennaio 2023                   | Garmisch-Partenkirchen | Germania    | Große Olympiaschanze HS142 | LH    | Halvor Egner Granerud                                                 | Anže Lanišek                                             | Dawid Kubacki                                                                               |
| 4 gennaio 2023                    | Innsbruck              | Austria     | Bergisel HS130             | LH    | Dawid Kubacki                                                         | Halvor Egner Granerud                                    | Anže Lanišek                                                                                |
| 6 gennaio 2023                    | Bischofshofen          | Austria     | Paul Ausserleitner HS142   | LH    | Halvor Egner Granerud                                                 | Anže Lanišek                                             | Dawid Kubacki                                                                               |
| 14 gennaio 2023                   | Zakopane               | Polonia     | Wielka Krokiew HS140       | TL LH | Austria Daniel Tschofenig Michael Hayböck Manuel Fettner Stefan Kraft | Polonia Kamil Stoch Piotr Żyła Paweł Wąsek Dawid Kubacki | Germania Markus Eisenbichler Philipp Raimund Karl Geiger Andreas Wellinger                  |
| 15 gennaio 2023                   | Zakopane               | Polonia     | Wielka Krokiew HS140       | LH    | Halvor Egner Granerud                                                 | Dawid Kubacki                                            | Stefan Kraft                                                                                |
| 20 gennaio 2023                   | Sapporo                | Giappone    | Ōkurayama HS134            | LH    | Ryōyū Kobayashi                                                       | Dawid Kubacki                                            | Halvor Egner Granerud                                                                       |
| 21 gennaio 2023                   | Sapporo                | Giappone    | Ōkurayama HS134            | LH    | Stefan Kraft                                                          | Halvor Egner Granerud                                    | Ryōyū Kobayashi                                                                             |
| 22 gennaio 2023                   | Sapporo                | Giappone    | Ōkurayama HS134            | LH    | Ryōyū Kobayashi                                                       | Halvor Egner Granerud                                    | Markus Eisenbichler                                                                         |
| 28 gennaio 2023                   | Bad Mitterndorf        | Austria     | Kulm HS235                 | FH    | Halvor Egner Granerud                                                 | Stefan Kraft                                             | Domen Prevc                                                                                 |
| 29 gennaio 2023                   | Bad Mitterndorf        | Austria     | Kulm HS235                 | FH    | Halvor Egner Granerud                                                 | Timi Zajc                                                | Stefan Kraft                                                                                |
| 4 febbraio 2023                   | Willingen              | Germania    | Mühlenkopf HS147           | LH    | Halvor Egner Granerud                                                 | Anže Lanišek                                             | Dawid Kubacki                                                                               |
| 5 febbraio 2023                   | Willingen              | Germania    | Mühlenkopf HS147           | LH    | Halvor Egner Granerud                                                 | Ryōyū Kobayashi                                          | Daniel-André Tande                                                                          |
| 11 febbraio 2023                  | Lake Placid            | Stati Uniti | MacKenzie HS128            | LH    | Andreas Wellinger                                                     | Ryōyū Kobayashi                                          | Daniel Tschofenig                                                                           |
| 11 febbraio 2023                  | Lake Placid            | Stati Uniti | MacKenzie HS128            | TL LH | Polonia Dawid Kubacki Piotr Żyła                                      | Austria Daniel Tschofenig Stefan Kraft                   | Giappone Ryōyū Kobayashi Naoki Nakamura                                                     |
| 12 febbraio 2023                  | Lake Placid            | Stati Uniti | MacKenzie HS128            | LH    | Halvor Egner Granerud                                                 | Andreas Wellinger                                        | Stefan Kraft                                                                                |
| 18 febbraio 2023                  | Râșnov                 | Romania     | Valea Cărbunării HS97      | NH    | Andreas Wellinger                                                     | Žiga Jelar                                               | Karl Geiger                                                                                 |
| 19 febbraio 2023                  | Râșnov                 | Romania     | Valea Cărbunării HS97      | TL NH | Germania Karl Geiger Andreas Wellinger                                | Slovenia Maksim Bartolj Žiga Jelar                       | Austria Philipp Aschenwald Clemens Aigner                                                   |
| 11 marzo 2023                     | Oslo Holmenkollen      | Norvegia    | Holmenkollen HS134         | LH    | Anže Lanišek                                                          | Stefan Kraft                                             | Karl Geiger                                                                                 |
| 12 marzo 2023                     | Oslo Holmenkollen      | Norvegia    | Holmenkollen HS134         | LH    | Stefan Kraft                                                          | Anže Lanišek                                             | Dawid Kubacki                                                                               |
| 14 marzo 2023                     | Lillehammer            | Norvegia    | Lysgårdsbakken HS140       | LH    | Halvor Egner Granerud                                                 | Stefan Kraft                                             | Manuel Fettner                                                                              |
| 16 marzo 2023                     | Lillehammer            | Norvegia    | Lysgårdsbakken HS140       | LH    | Dawid Kubacki                                                         | Anže Lanišek                                             | Daniel Tschofenig                                                                           |
| 18 marzo 2023                     | Vikersund              | Norvegia    | Vikersundbakken HS240      | FH    | Halvor Egner Granerud                                                 | Stefan Kraft                                             | Daniel Tschofenig                                                                           |
| 19 marzo 2023                     | Vikersund              | Norvegia    | Vikersundbakken HS240      | FH    | Stefan Kraft                                                          | Halvor Egner Granerud                                    | Anže Lanišek                                                                                |
| 25 marzo 2023                     | Lahti                  | Finlandia   | Salpausselkä HS130         | TL LH | Austria Daniel Tschofenig Michael Hayböck Jan Hörl Stefan Kraft       | Slovenia Lovro Kos Domen Prevc Timi Zajc Anže Lanišek    | Polonia Piotr Żyła Paweł Wąsek Aleksander Zniszczoł Kamil Stoch                             |
| 26 marzo 2023                     | Lahti                  | Finlandia   | Salpausselkä HS130         | LH    | Ryōyū Kobayashi                                                       | Stefan Kraft                                             | Karl Geiger                                                                                 |
| 1º aprile 2023                    | Planica                | Slovenia    | Letalnica HS240            | FH    | Stefan Kraft                                                          | Anže Lanišek                                             | Piotr Żyła                                                                                  |
| 1º aprile 2023                    | Planica                | Slovenia    | Letalnica HS240            | TL FH | Austria Daniel Tschofenig Michael Hayböck Jan Hörl Stefan Kraft       | Slovenia Lovro Kos Domen Prevc Timi Zajc Anže Lanišek    | Norvegia Johann André Forfang Bendik Jakobsen Heggli Robert Johansson Halvor Egner Granerud |
| 2 aprile 2023                     | Planica                | Slovenia    | Letalnica HS240            | FH    | Timi Zajc                                                             | Anže Lanišek                                             | Stefan Kraft                                                                                |

Legenda:

NH = trampolino normale

LH = trampolino lungo

FH = volo con gli sci

TL = gara a squadre

### Classifiche

#### Generale

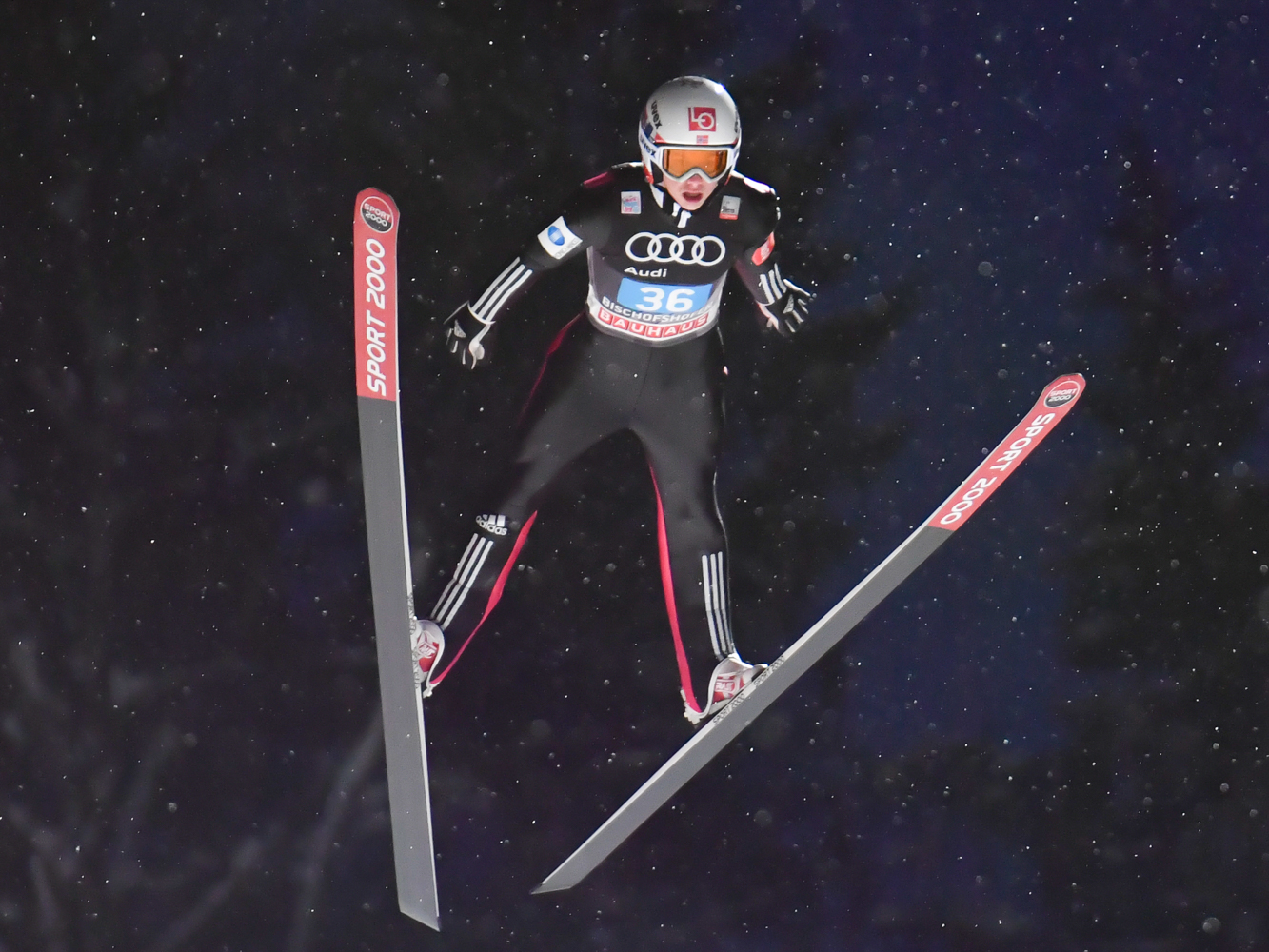
Halvor Egner Granerud in gara a Bischofshofen nel 2017

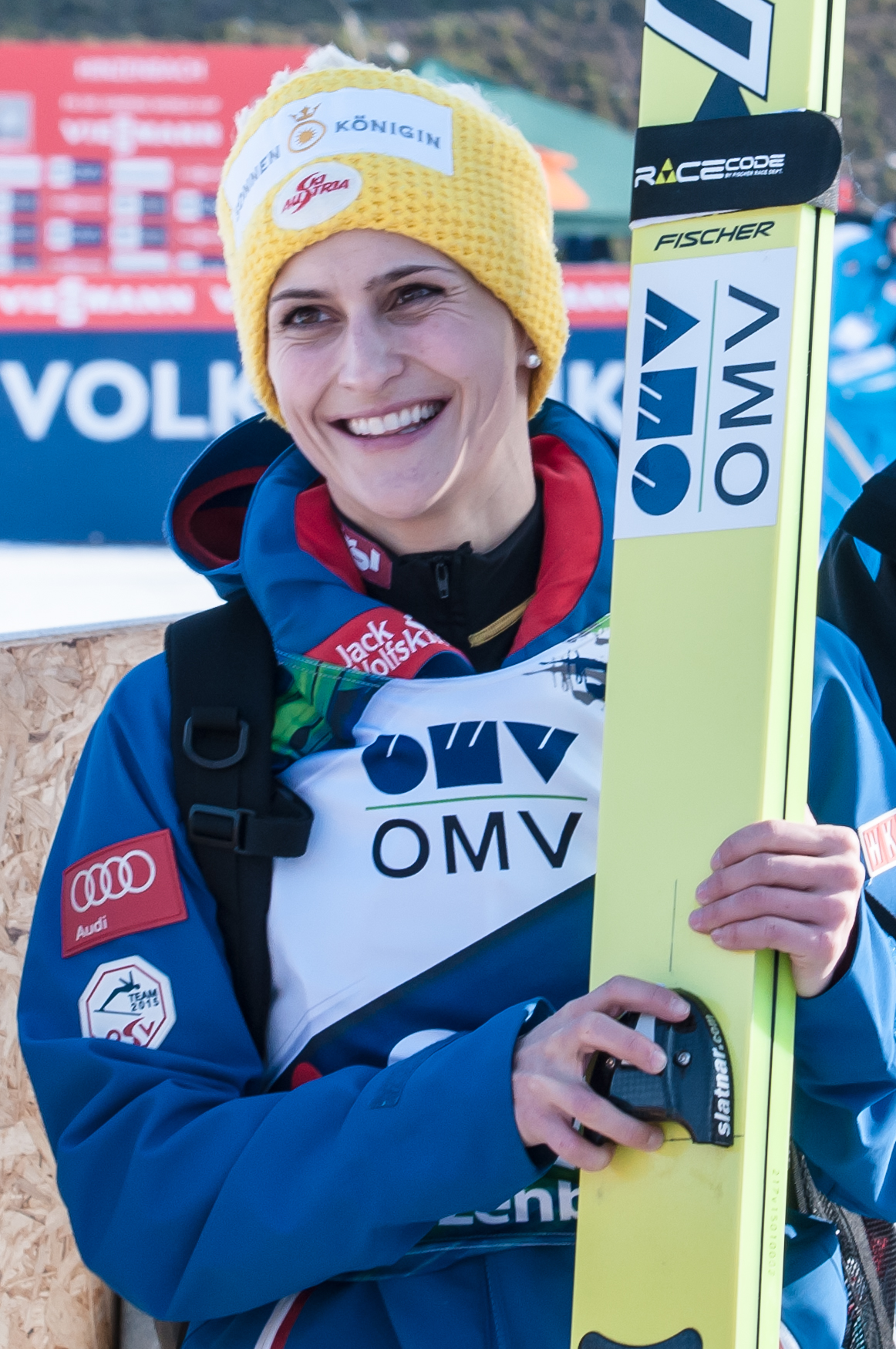
Eva Pinkelnig nel 2015

| Pos. | Nome                  | Nazione  | Punti |
| ---- | --------------------- | -------- | ----- |
| 1    | Halvor Egner Granerud | Norvegia | 2128  |
| 2    | Stefan Kraft          | Austria  | 1790  |
| 3    | Anže Lanišek          | Slovenia | 1679  |
| 4    | Dawid Kubacki         | Polonia  | 1592  |
| 5    | Ryōyū Kobayashi       | Giappone | 1065  |
| 6    | Piotr Żyła            | Polonia  | 984   |
| 7    | Andreas Wellinger     | Germania | 902   |
| 8    | Timi Zajc             | Slovenia | 853   |
| 9    | Daniel Tschofenig     | Austria  | 851   |
| 10   | Manuel Fettner        | Austria  | 755   |

#### Torneo dei quattro trampolini
| Pos. | Nome                  | Nazione  | Punti |
| ---- | --------------------- | -------- | ----- |
| 1    | Halvor Egner Granerud | Norvegia | 1191  |
| 2    | Dawid Kubacki         | Polonia  | 1158  |
| 3    | Anže Lanišek          | Slovenia | 1129  |
| 4    | Piotr Żyła            | Polonia  | 1090  |
| 5    | Kamil Stoch           | Polonia  | 1088  |

#### Volo
| Pos. | Nome                  | Nazione  | Punti |
| ---- | --------------------- | -------- | ----- |
| 1    | Stefan Kraft          | Austria  | 480   |
| 2    | Halvor Egner Granerud | Norvegia | 450   |
| 3    | Anže Lanišek          | Slovenia | 314   |
| 4    | Timi Zajc             | Slovenia | 311   |
| 5    | Domen Prevc           | Slovenia | 237   |

#### Nazioni
| Pos. | Nazione     | Punti |
| ---- | ----------- | ----- |
| 1    | Austria     | 7093  |
| 2    | Norvegia    | 5631  |
| 3    | Slovenia    | 5573  |
| 4    | Polonia     | 4889  |
| 5    | Germania    | 4512  |
| 6    | Giappone    | 2035  |
| 7    | Svizzera    | 782   |
| 8    | Finlandia   | 459   |
| 9    | Italia      | 415   |
| 10   | Stati Uniti | 356   |

## Donne

### Risultati
| Data             | Località          | Nazione   | Trampolino                | Spec. | Prima                              | Seconda                                        | Terza                                     |
| ---------------- | ----------------- | --------- | ------------------------- | ----- | ---------------------------------- | ---------------------------------------------- | ----------------------------------------- |
| 5 novembre 2022  | Wisła             | Polonia   | Malinka HS134             | LH    | Silje Opseth                       | Marita Kramer                                  | Eva Pinkelnig                             |
| 6 novembre 2022  | Wisła             | Polonia   | Malinka HS134             | LH    | Eva Pinkelnig                      | Katharina Althaus                              | Frida Westman                             |
| 3 dicembre 2022  | Lillehammer       | Norvegia  | Lysgårdsbakken HS98       | NH    | Katharina Althaus                  | Eva Pinkelnig                                  | Marita Kramer                             |
| 4 dicembre 2022  | Lillehammer       | Norvegia  | Lysgårdsbakken HS140      | LH    | Silje Opseth                       | Anna Odine Strøm                               | Eva Pinkelnig                             |
| 11 dicembre 2022 | Titisee-Neustadt  | Germania  | Hochfirst HS142           | LH    | Katharina Althaus                  | Silje Opseth                                   | Urša Bogataj                              |
| 28 dicembre 2022 | Villaco           | Austria   | Villacher Alpenarena HS98 | NH    | Eva Pinkelnig                      | Anna Odine Strøm                               | Nika Križnar                              |
| 29 dicembre 2022 | Villaco           | Austria   | Villacher Alpenarena HS98 | NH    | Eva Pinkelnig                      | Katharina Althaus                              | Nika Križnar                              |
| 31 dicembre 2022 | Ljubno            | Slovenia  | Logarska dolina HS94      | NH    | Anna Odine Strøm                   | Eva Pinkelnig                                  | Katharina Althaus                         |
| 1º gennaio 2023  | Ljubno            | Slovenia  | Logarska dolina HS94      | NH    | Eva Pinkelnig                      | Anna Odine Strøm                               | Selina Freitag                            |
| 7 gennaio 2023   | Sapporo           | Giappone  | Ōkurayama HS134           | LH    | Katharina Althaus                  | Ema Klinec                                     | Eva Pinkelnig                             |
| 8 gennaio 2023   | Sapporo           | Giappone  | Ōkurayama HS134           | LH    | Silje Opseth                       | Ema Klinec                                     | Eva Pinkelnig                             |
| 13 gennaio 2023  | Zaō               | Giappone  | Yamagata HS102            | NH    | Alexandria Loutitt                 | Eva Pinkelnig                                  | Chiara Hölzl                              |
| 14 gennaio 2023  | Zaō               | Giappone  | Yamagata HS102            | TL NH | Austria Chiara Hölzl Eva Pinkelnig | Norvegia Thea Minyan Bjørseth Anna Odine Strøm | Germania Katharina Althaus Selina Freitag |
| 15 gennaio 2023  | Zaō               | Giappone  | Yamagata HS102            | NH    | Eva Pinkelnig                      | Selina Freitag                                 | Anna Odine Strøm                          |
| 28 gennaio 2023  | Hinterzarten      | Germania  | Rothaus HS111             | LH    | Katharina Althaus                  | Ema Klinec                                     | Abigail Strate                            |
| 29 gennaio 2023  | Hinterzarten      | Germania  | Rothaus HS111             | LH    | Anna Odine Strøm                   | Ema Klinec                                     | Eva Pinkelnig                             |
| 4 febbraio 2023  | Willingen         | Germania  | Mühlenkopf HS147          | LH    | Katharina Althaus                  | Ema Klinec                                     | Sara Takanashi                            |
| 5 febbraio 2023  | Willingen         | Germania  | Mühlenkopf HS147          | LH    | Yūki Itō                           | Nozomi Maruyama                                | Sara Takanashi                            |
| 10 febbraio 2023 | Hinzenbach        | Austria   | Aigner HS90               | NH    | Eva Pinkelnig                      | Ema Klinec                                     | Nika Prevc                                |
| 11 febbraio 2023 | Hinzenbach        | Austria   | Aigner HS90               | NH    | Chiara Hölzl                       | Eva Pinkelnig                                  | Nozomi Maruyama                           |
| 17 febbraio 2023 | Râșnov            | Romania   | Valea Cărbunării HS97     | NH    | Katharina Althaus                  | Eva Pinkelnig                                  | Eirin Maria Kvandal                       |
| 18 febbraio 2023 | Râșnov            | Romania   | Valea Cărbunării HS97     | NH    | Anna Odine Strøm                   | Eva Pinkelnig                                  | Julia Mühlbacher                          |
| 11 marzo 2023    | Oslo Holmenkollen | Norvegia  | Holmenkollen HS134        | LH    | Chiara Hölzl                       | Ema Klinec                                     | Anna Odine Strøm                          |
| 12 marzo 2023    | Oslo Holmenkollen | Norvegia  | Holmenkollen HS134        | LH    | Ema Klinec                         | Chiara Hölzl                                   | Anna Odine Strøm                          |
| 13 marzo 2023    | Lillehammer       | Norvegia  | Lysgårdsbakken HS140      | LH    | Silje Opseth                       | Selina Freitag                                 | Ema Klinec                                |
| 15 marzo 2023    | Lillehammer       | Norvegia  | Lysgårdsbakken HS140      | LH    | Katharina Althaus                  | Alexandria Loutitt                             | Eva Pinkelnig                             |
| 24 marzo 2023    | Lahti             | Finlandia | Salpausselkä HS130        | LH    | Yūki Itō                           | Anna Odine Strøm                               | Katharina Althaus                         |

Legenda:

NH = trampolino normale

LH = trampolino lungo

TL = gara a squadre

### Classifiche

#### Generale
| Pos. | Nome              | Nazione  | Punti |
| ---- | ----------------- | -------- | ----- |
| 1    | Eva Pinkelnig     | Austria  | 1662  |
| 2    | Katharina Althaus | Germania | 1497  |
| 3    | Ema Klinec        | Slovenia | 1281  |
| 4    | Anna Odine Strøm  | Norvegia | 1278  |
| 5    | Selina Freitag    | Germania | 958   |
| 6    | Chiara Hölzl      | Austria  | 924   |
| 7    | Silje Opseth      | Norvegia | 837   |
| 8    | Yūki Itō          | Giappone | 766   |
| 9    | Nika Križnar      | Slovenia | 741   |
| 10   | Sara Takanashi    | Giappone | 674   |

#### Nazioni
| Pos. | Nazione   | Punti |
| ---- | --------- | ----- |
| 1    | Austria   | 4154  |
| 2    | Germania  | 3904  |
| 3    | Norvegia  | 3720  |
| 4    | Slovenia  | 3184  |
| 5    | Giappone  | 2888  |
| 6    | Canada    | 1326  |
| 7    | Francia   | 751   |
| 8    | Italia    | 516   |
| 9    | Finlandia | 323   |
| 10   | Romania   | 180   |

## Misto

### Risultati
| Data             | Località         | Nazione  | Trampolino       | Spec. | Prima                                                                       | Seconda                                                                             | Terza                                                                   |
| ---------------- | ---------------- | -------- | ---------------- | ----- | --------------------------------------------------------------------------- | ----------------------------------------------------------------------------------- | ----------------------------------------------------------------------- |
| 10 dicembre 2022 | Titisee-Neustadt | Germania | Hochfirst HS142  | TL LH | Austria Marita Kramer Michael Hayböck Eva Pinkelnig Stefan Kraft            | Norvegia Anna Odine Strøm Bendik Jakobsen Heggli Silje Opseth Halvor Egner Granerud | Germania Selina Freitag Constantin Schmid Katharina Althaus Karl Geiger |
| 3 febbraio 2023  | Willingen        | Germania | Mühlenkopf HS147 | TL LH | Norvegia Anna Odine Strøm Marius Lindvik Silje Opseth Halvor Egner Granerud | Austria Chiara Hölzl Jan Hörl Eva Pinkelnig Stefan Kraft                            | Germania Selina Freitag Karl Geiger Katharina Althaus Andreas Wellinger |

Legenda:

LH = trampolino lungo

TL = gara a squadre